# Piața Aviatorilor
Piața Aviatorilor este o piață din București, sector 1, situată la mijlocul bulevardului Aviatorilor, între Piața Charles de Gaulle și Piața Victoriei. 

## Obiective turistice
- Monumentul Eroilor Aerului

Târgurile săptămânale de Antichități.